# 铁氰酸镧
铁氰酸镧是一种无机化合物，化学式为La[Fe(CN)6]。

## 制备
铁氰酸镧的五水合物可以由碱金属的铁氰酸盐和镧盐（如氯化镧）的溶液反应得到。用电化学沉积法也能得到铁氰酸镧。